# Amparanoia
Amparanoia è un gruppo musicale spagnolo guidato dalla cantante Amparo Sánchez.

## Storia del gruppo
Amparo ha scoperto la musica a 16 anni nella città di Granada, dove fondò la sua prima band Correcaminos. Ispirata dalla musica nera (blues, jazz, rock and roll, soul…), e avendo Billie Holiday come esempio, Amparo nel 1988 era la voce migliore dell'Andalusia.
Nel 1993 Amparo si trasferisce a Madrid per la sua prima registrazione, Haces Bien. Un debutto in qualche modo accidentale, visto che cominciò le registrazioni con una band, e le finì con un'altra. 
Nel 1995 comincia a suonare, armata di chitarra e della sua incredibile voce, nel ‘barrio' madrileno Malasaña, con un repertorio che spazia dal blues al reggae, dalla ranchera (canzoni tradizionali messicane) al rock. In quei giorni nasce Amparanos del Blues, gruppo con cui viaggerà per gran parte della Spagna e che si aprirà una strada anche verso la Francia. Il Marocco, Granada, Madrid e Marsiglia divennero la base di sostentamento e ispirazione  per Amparo.
Sempre in quel periodo nasce anche l'amicizia con Manu Chao, e le jam sessions con chitarre, conga, bonghi dettero un'impronta decisiva verso la nascita del progetto Amparanoia.
“La mia paranoia è la musica e l'idea era di mischiare ritmi e stili. Ne ho parlato con Robert Johnson, Piluka, Luisito e Alfonso, e nel dicembre del 1996 stavamo registrando il primo demo a Granada. Nell'aprile del 1997 registrano il primo album, El Poder de Machín.
Il successo dal vivo della band è crescente, e neanche la maternità riesce a fermare l'energia di Amparo, che continua a cantare e danzare sul palco anche all'ottavo mese di gravidanza.
Il 1998 vede la nascita di Feria Furiosa, oltre che del secondo figlio di Amparo. L'album raccoglie influenze cubane e punk, e la collaborazione di amici come, tra gli altri, Manu Chao e Tonino Carotone. Nel 1999, alla fine del tour, il progetto Amparanoia ha una pausa, durante la quale Piluca e Robert Johnson vanno con Tonino Carotone, Muñeco con Ojos de Brujo, mentre Amparo a Cuba raccoglie un nuovo repertorio acustico per la ripresa della band.
Nel 2000 Amparo è in Messico, dove conosce la fotografa Yuriria Pantoja ed entra in contatto con le comunità indigene zapatiste e le parole del subcomandante Marcos. Al ritorno organizza con alcuni amici e colleghi il Soundsystem LaRealidad, un  mini-tour accompagnato dall'esibizione dei lavori di Yuriria Pantoja che shocka Madrid, Valladolid e Barcellona. Nel contempo Amparo comincia a sviluppare l'idea di Somos Viento, che verrà registrato nel 2001 con José Alberto alla tromba, Vesko Kountchev alla viola, Frank Padilla alla batteria e percussioni, Carmen Niño al basso e Muñeco al pianoforte e arrangiamenti. Per la prima volta il tour attraversa diversi Paesi, come Spagna, Portogallo, Francia, Belgio, Paesi Bassi, Italia, Messico… Il tour si conclude nel 2002 durante l'Aguascalientes-Festival, un concerto organizzato da Amparo, Manu Chao e Fermin Muguruza per attirare l'attenzione sui problemi della comunità zapatista in Messico.
Alla fine del 2002 Amparo e Muñeco si ritirano nelle montagne di Guadalix de la Sierra per preparare il nuovo album Enchilao, che riprende le sonorità sudamericane e cubane ed esce nel maggio 2003.
Il 2003 segna per Amparo la conquista del titolo di rispettata artista internazionale.

## Discografia

### Album
- El poder de machín (1997)
- Feria furiosa (1999)
- Somos viento (2002)
- Enchilao (2003)
- Rebeldía con alegría (2004)
- La vida te da (2006)
- Seguire caminando (2008)
- Tucson-Habana (2010)
- Alma de Cantaora (2012)

### Singoli ed EP
- Hacer dinero (1997)
- En la noche (1997)
- Me lo hago sola (1997)
- Que te den (1998)
- ¿Que será de mi? (1999)
- Desperado (1999)
- La pared (1999)
- La maldición (1999)
- Llamame mañana (2000)
- La fiesta (2002)
- Somos viento (2002)
- Mar estrecho (2002)
- Ella Baila Bembe (2002)
- Dolor, Dolor (2003)
- Dolor, Dolor / Alerta / Trabajar (EP) (2003)
- Caravane (2004)
- Don't Leave Me Now (2004)
- La Vida Te Da (2006)
- La Vita Te Da (ed. esp. El Corte Inglés) (2006)